# Die wahre Geschichte des Jacob Wunschwitz
Die wahre Geschichte des Jacob Wunschwitz (Originaltitel: Jacob Wunschwitz igaz története) ist ein 1997 veröffentlichter Roman des ungarischen Schriftstellers László Márton. Das Buch erschien 1999 bei Zsolnay erstmals in deutscher Übersetzung von Hans-Henning Paetzke.

## Kurzbeschreibung
Anlässlich einer Verkettung von Unaufmerksamkeiten, Missverständnissen und Eitelkeiten lehnen sich die Bürger von Guben gegen ihren Stadtrat auf. Durch eine Verkettung von Zufällen wird der Ex-Gubener Jacob Wunschwitz zeitweise zum Anführer dieses Aufruhrs und am Ende hingerichtet.

## Inhalt
Die Wurzeln des Aufruhrs
Am 9. November 1603 wollen in der Stadt Guben die Winzer in die Markthalle, um ihren Wein vom vergangenen Jahr möglichst bald per Neiße-Binnenschiff loszuwerden. Die Winzer finden die Markthalle verschlossen und mutmaßen, „daß sowohl die Schiffer als auch der Weinprüfer beziehungsweise die für die Entsendung des Weinprüfers zuständigen städtischen Beamten auf dem Fest der Schützenvereine weilten“, wo die Winzer einen stellvertretenden Bürgermeister treffen, der sie belehrt, „daß sie, sofern sie eine Klage vorzubringen hätten, diese zu Papier bringen und das Schriftstück einreichen sollten […]. Der andere stellvertretende Bürgermeister schnaufte und kicherte“. Der dritte stellvertretende Bürgermeister, Cosman Damian Happenrodt von Wenzelsberg, „jedoch forderte sie auf, keinen Aufruhr zu machen und das Fest nicht zu stören, sie sollten sich wegscheren“, was die Winzer daher tun. Ein Schiffer teilt den verbitterten Winzern mit, dass „der Rat der Stadt andere Pläne mit den Schiffen habe“, weswegen sich die Winzer in ihrer Existenz bedroht sehen. Während auf dem Schützenfest eine Schlägerei ausbricht, die man später den bereits abwesenden Winzern zur Last legt, suchen die Winzer bei einem wendischen Seelsorger Rat, der allerdings in Beschlag genommen ist durch „Fragen der Muttersprache“ und daher abgelenkt. Anschließend sprechen die Winzer mit einem anderen Geistlichen, der mit seinen Gedanken vor allem bei seiner eigenen politischen Karriere ist, ihnen aber immerhin juristische Ratschläge erteilt wie den, „eine Eingabe abzufassen“; im Fall einer Abfuhr „stünde ihnen noch die Möglichkeit zu Gebote, Berufung einzulegen bei dem Freiherrn Anselm von Promnitz, dem kaiserlichen Statthalter.“ Die Winzer setzen also eine Eingabe auf und wollen sie abgeben beim Notars-Stellvertreter, der allerdings abgelenkt ist durch heimliche Liebesnöte mit einem Mündel des Vize-Bürgermeisters Happenrodt. Der Notars-Stellvertreter behandelt die Winzer ähnlich herablassend wie zuvor andere Staatsbedienstete und nimmt die Eingabe an den Stadtrat entgegen. Als diese Angelegenheit in die Wege geleitet ist, finden die Winzer zu ihrem Erstaunen dann aber die Markthalle offen, wenn auch nur zum Zwecke der öffentlichen Inaugenscheinnahme eines scheintoten mutmaßlichen Verbrechers, dessen tatsächliches oder vorgetäuschtes Ableben überprüft wird. Das Ergebnis dieser Inaugenscheinnahme ist so unbefriedigend, dass die Obrigkeit für den Folgetag die Markthalle für eine weitere Inaugenscheinnahme in Beschlag zu nehmen ankündigt. „In der soeben noch neugierigen Menge begannen viele ob des Gehörten zu murren, vor allem Händler und Handwerksmeister“, die sich in ihrem Gewerbe behindert fühlen. Unverhoffter Dinge werden die dort auftauchenden Winzer zur Speerspitze einer aufkeimenden Volksbewegung: „Sie sollten keine Angst haben, sie seien nicht allein. Jeder ehrliche Gubener Bürger fühle mit ihnen und unterstütze sie.“ Da mancher sich vom Stadtrat nichts erwartet, sollen die Winzer eine unmittelbare Eingabe an den Freiherrn Anselm von Promnitz verfassen, in der es dann nicht nur um Winzer-Belange geht, „sondern worin auch sonstige Beanstandungen, Mißstände, Kränkungen, Unrechtmäßigkeiten, Übergriffe und Tyranneien angeführt werden“, die der Stadtrat zu verantworten habe. Als der Bote mit der Eingabe an Promnitz abgeht, kommt der genervte Vize-Bürgermeister Happenrodt mit jener Eingabe in die Markthalle, die über den Notars-Stellvertreter an den Stadtrat ging. Der einzige Grund dafür, dass die Weinfässer nicht verladen werden könnten, sei die zugefrorene Neiße: „Geben Sie sich mit dieser Antwort zufrieden? Haben Sie noch einen Wunsch? Woraufhin die Winzer erwiderten, daß sie mit dieser Antwort zufrieden seien und lediglich wünschten, diese Antwort auch schriftlich zu bekommen“. Happenrodt fühlt sich durch das Misstrauen beleidigt, antwortet beleidigend und verschwindet, so dass die „in der Markthalle versammelten Bürger […] es für angebracht hielten, sich um die Protektion einer höheren Macht zu bemühen“, nämlich des sächsischen Kurfürsten. Diese Botschaft zu überbringen ist ein Kaufmann namens Hans Wahl bereit, da er ohnehin „anderntags nach Meißen reise, um gewisse Angelegenheiten mit einem Färber namens Jacob Wunschwitz zu erledigen“. Einige Gubener Bürger bekommen allerdings am nächsten Morgen Angst vor ihrer eigenen Courage und schicken Hans Wahl vergeblich einen Boten hinterher, um die Eingabe an den Kurfürsten zurückzuholen. Dass der Versuch vergeblich war, entgeht allerdings anderen Gubener Bürgern. Und der Stadtrat verschärft wegen der Unruhe das Versammlungsrecht, rekrutiert eine „außerordentliche Stadtwache“ aus den „Ärmsten der Stadt und der Umgebung“ und verbietet, sich in städtischen Angelegenheiten an höhere Instanzen zu wenden.
Die Verwicklung des Jacob Wunschwitz
Die Gubener Politik ist nur ein Punkt neben jener privaten Angelegenheit, die Hans Wahl mit Jacob Wunschwitz besprechen will: dass Wahl das Gubener Wunschwitz-Haus, in dem er zur Miete wohnt, gerne kaufen würde. Wunschwitz jedoch möchte das Haus, ehe er es verkauft, zur Kaufwert-Abschätzung noch einmal sehen, wofür er Hans Wahl auch gerne auf dessen diplomatischer Mission nach Dresden begleitet. Am Dresdner Fürstenhof kommt heraus, dass „in Angelegenheiten der reichsfreien Städte die Gegenzeichnung des Herzogs von Weimar, des unmündigen Fürsten Vormund, vonnöten“ ist, so dass die Gubener Affäre noch weitere politische Kreise zieht, was später wegen des Gesichtsverlusts Unmut im sächsischen Kanzleramt bewirkt. Wunschwitz und Wahl kehren nach Guben zurück, wo inzwischen das Gerücht die Runde macht, dass Wunschwitz dem sächsischen Kurfürsten eine Eingabe überreicht habe. Verbunden mit der irrigen Version, dass man Hans Wahl erfolgreich einen Boten hinterhergeschickt habe, um die Gubener Eingabe an den Kurfürsten zurückzuholen, ergibt sich daraus, dass Wunschwitz „im Interesse seiner Geburtsstadt, jedoch im eigenen Namen und auf eigene Verantwortung“ eine Eingabe  verfasst habe. „Sie bewunderten den heimgekehrten Helden, der an seinem Meißener Herd nicht ruhig sitzen bleiben konnte und dessen Mission es demnach sei, die Stadt zu retten.“ In der Stadt, in der es verboten ist, sich in städtischen Angelegenheiten an höhere Instanzen zu wenden, fällt es Wunschwitz „wie Schuppen von den Augen, daß sein Aufenthalt in der Stadt […] gefährlich geworden“ ist und sein Begleiter Hans Wahl die Strafe, die die „Weiterleitung der Eingabe der Gubener Bürger nach sich zöge, bemüht war, […] auf Wunschwitz abzuwälzen“, was mit dem Verlust des Gubener Hauses von Wunschwitz enden könnte. Einige Bürger beknien Wunschwitz, „sie nicht im Stich zu lassen“, sie vertrauten „seinem nüchternen Verstand, seinem Augenmaß und seiner Weisheit“. Während Wunschwitz noch schwankt, treffen seine Frau und seine drei Kinder in Guben ein. Der Stadtrat setzt währenddessen auf Verzögerungstaktik angesichts des Aufruhrs, denn „ob wir nun versuchen, ihn im Keim zu ersticken, oder uns dazu verstehen, unsere unzufriedenen Mitbürger zu einem Ausgleich zu bewegen, in beiden Fällen geben wir […] Anselm von Promnitz einen exzellenten Vorwand, sich in den Gang der Ereignisse einzumischen“, so Vize-Bürgermeister Happenrodt, der empfiehlt, subtil den Zorn der höheren Instanzen auf die Aufrührer zu lenken Zunächst solle man eine dreißigköpfige Verhandlungsdelegation der rebellischen Bürger empfangen, denn es sei „ein Ding der Unmöglichkeit, daß sich so viele, noch dazu teils erregte, teils befangene Menschen nicht vor unseren Augen in irgendeiner Frage in die Haare geraten“, so dass sich letzten Endes sogar dieser „Pöbel“ nach der vom Stadtrat repräsentierten Ruhe und Ordnung zurücksehen werde. Für den 2. Januar 1604 beraumt der Stadtrat eine Treffen mit der Dreißiger-Gruppe an. „Bis zum Beginn der Verhandlung solle in der Stadt Ruhe herrschen.“ Wunschwitz aber ist derweil Anführer der Gubener geworden: „keine strittige oder unentschiedene Frage, in der sie nicht seine Meinung oder seinen Rat eingeholt hätten. So tat er alles, um Happenrodts Strategie zu vereiteln“, sorgt dafür, dass sich „unter den Gubener Bürgern langsam ein einheitlicher Standpunkt“ herauskristallisiert, weswegen Happenrodt „es für angebracht hält, Wunschwitz zu sich zu bitten und zum Verlassen der Stadt zu ermuntern“. Das sächsische Kanzleramt erklärt derweil, dass es die Gubener gegen ihren Stadtrat und den Stadtrat gegen Promnitz unterstützen würde, und leitet die Eingabe der Bürger an Promnitz weiter, der inzwischen auch auf direktem Wege die Eingabe an ihn erhalten hat: mit „ziemlicher Verspätung, von einer unwürdigen Person unter unwürdigen Umständen“. Promnitz ist „empört, daß sich die friedlosen Gubener Bürger ohne sein Wissen auch an den sächsischen Hof gewandt hatten […].Obwohl Seine Exzellenz die Gubener Bürger wegen ihrer selbstsüchtigen Doppelzüngigkeit ebenso haßte wie er sie wegen ihrer Durchtriebenheit verachtete, meinte [er] dennoch, vorerst die Waage der Gerechtigkeit in die Hand nehmen und erst dann auf seine Affekte hören zu müssen“. Promnitz stellt den Gubener Bürgern einen Schutzbrief aus, in dem er für den 2. Februar 1604 ein Treffen im Gubener Rathaus anberaumt, „dann könnten sie ihre Klagen dem höchsten Würdenträger vortragen.“ Der Stadtrat erklärt daraufhin der Dreißiger-Gruppe beim Treffen am 2. Januar beleidigt, er könne „nunmehr eigenmächtig keinerlei Verhandlungen führen und auch in seinem Bereich trotz größten Wohlwollens keinerlei Zugeständnisse machen.“ Nach Diskussionen über ihr weiteres Vorgehen möchten die Gubener sich von Promnitz die Hinzuziehung eines Rechtsbeistandes erlauben lassen, erwählen als Rechtsbeistand aber ausgerechnet einen Advokaten, der in einem anderen Rechtsstreit Promnitz‘ die Gegenseite vertritt. Promnitz lehnt wütend ab. „Sollten sie dennoch einen Advokaten zu Rate ziehen oder sich erkühnen, Ihre allergnädigste Exzellenz noch ein einziges Mal mit einem ähnlichen schamlosen und nichtsnutzigen Geschreibsel zu malträtieren, dann würde er ihnen eine Kostprobe von jenem wahren Elend geben, woran gemessen ihr jetziger Zustand etwas wäre, nach dem sie weinend und händeringend sich zurücksehnen würden.“ Die Gubener Bürger sehen aufgrund dieser geharnischten Antwort „keine Macht der Welt, von der sie sich Schutz und Rechtsbehelf erhoffen dürften“. Am Treffen am 2. Februar 1604 nimmt Promnitz aus gesundheitlichen Gründen nicht teil, sondern lässt sich von seinem Sekretär vertreten, der versichert, Promnitz werde „all das, was im Verlaufe des heutigen Tages vorgetragen worden sei, eingehend studieren und allergnädigst über die Streitfragen befinden“.
Gewalttätige Eskalation
Gerade als „sich die Gemüter zwischen den Gubener Stadtmauern endgültig beruhigt“ haben und die Gubener, wenn sie Wunschwitz begegnen, den Kopf senken und erbost brummen, „was er denn noch hier wolle“, erscheinen am 14. Februar 1604 „vor den Mauern der Stadt Guben die Passauer Söldner des steirischen Herzogs“ und Kaiser-Freundes Leopold. Die Gubener befürchten, „die Soldaten wären auf Drängen des ehrwürdigen Rates eingetroffen, um das Aufbegehren endgültig niederzuwalzen“. Die Söldner besetzen mit „Wissen und Billigung des Rates der Stadt […] alle drei Vorstädte“ und verwüsten sie. Abermals setzen die Geschädigten Wunschwitz als Wortführer ein, abermals vergeblich. Als die Söldner verschwinden, sind mit ihnen „die Schiffe verschwunden, mit den Schiffen wiederum aus den Kornspeichern der Stadt das als Saatgut bestimmte Getreide“. Wunschwitz ist zu diesem Zeitpunkt wieder im Kurfürstentum Sachsen, um „mehrere hochrangige Beamte des Dresdener Hofes mit den öffentlichen Zuständen in Guben vertraut zu machen“ und warnt die Gubener von dort aus vor Gesetzesübertritten wie der Besetzung der städtischen Mühlen; die allerdings haben die Gubener bei Eintreffen von Wunschwitz‘ Brief angesichts des Getreidenotstands gerade besetzt. Der Stadtrat wendet sich wegen der unersättlichen Gubener an Promnitz, „der erbost ausrief, dieses würden sie bitter bereuen, und sogleich eine Anordnung formulierte, wonach die Gubener Bürger dem ehrwürdigen Rat unverzüglich die gewaltsam besetzten Mühlen zurückzugeben“ hätten. Der außerhalb Gubens weilende Wunschwitz will sein Mandat niederlegen, seine Familie will aus Guben fliehen, wird aber von den Rebellen daran gehindert, „die bisher von Wunschwitz so viel erwartet, ja ihn fast schon als ihren Befreier und Erlöser betrachtet hatten“ und nun „Rachegedanken hegen.“ Als Wunschwitz‘ Gattin ihrem Gemahl schreibt, „daß sie vorläufig mit den Kindern die Reise […] nicht antreten könnte“, begibt sich Wunschwitz nach Guben. Dort ist inzwischen eine kaiserliche Resolution eingetroffen, „wonach die Bürger, sofern sie die besetzten städtischen Mühlen bis zum Tag des heiligen Joseph nicht zurückgäben, mit der Todesstrafe rechnen müßten“. Im Rathaus holt Wunschwitz vom städtischen Syndikus das Versprechen ein, dass der Syndikus bei Rückgabe der Mühlen „Promnitz von dem Sachverhalt unterrichten und Seine Exzellenz darum bitten [werde], die Vorbereitungen für seine in Guben vorgesehene berittene Strafexpedition abzubrechen“. Die sich vor dem Rathaus zusammenrottenden Gubener zerstreut Wunschwitz mit der Bemerkung, „sie sollten durch ihre bedrohliche Anwesenheit jenes für alle nützliche Einvernehmen, welches fast schon zustande gekommen sei, nicht gefährden.“ Mit einer Ausreisegenehmigung des Stadtrats und seiner Familie will Wunschwitz die Stadt verlassen, allerdings bemerkt der Tor-Inspektor, dass die Ausreisegenehmigung sich nur auf seine Familie, nicht auf Wunschwitz selbst beziehe. „Am besten täte er daran, wenn er gleich morgen, nach der feierlichen Übergabe der Mühlen, den Oberbürgermeister darum bäte, in die Ausreisegenehmigung auch die Person des Herrn Wunschwitz aufzunehmen.“ Jacob Wunschwitz übernachtet samt Familie daraufhin abermals in Guben. Als die Gubener am Folgetag die Mühlenschlüssel dem Stadtrat übergeben wollen, finden sie das Rathaus verschlossen vor: Die Ratsangehörigen seien außerhalb Gubens auf der Jagd. Währenddessen trifft ein Schreiben von Promnitz ein, der für Karfreitag 1604 einen Verhandlungstag anberaumt. Als Promnitz eintrifft, lässt er zunächst zweimal mit einer Kanone auf Guben schießen. Promnitz quartiert sich außerhalb der Stadt im als Salzamt fungierenden Gubener Kloster ein, bekommt symbolisch die Stadtschlüssel überreicht, zieht dann vor das Rathaus und versichert den Gubenern, „daß er nicht als blutiger Rächer gekommen sei, sondern als Vater seine Kinder besuche“. Als Wunschwitz ihm auch noch die Mühlenschlüssel überreichen will, verweigert Promnitz die Entgegennahme und lässt erklären, er wolle den Tag der Verhandlungen im Kloster fortsetzen, mit der Dreißiger-Gruppe als Verhandlungspartner. Als die Dreißiger-Gruppe dort eintrifft, entgegnet Promnitz, „daß es bereits zu spät sei, um den Tag der Verhandlungen fortzusetzen“. Um den Tag jedoch nicht „vollkommen nutzlos verstreichen“ zu lassen, soll aus dem Kreis der Dreißiger-Gruppe eine Fünfer-Gruppe um Wunschwitz zu Vorverhandlungen erscheinen. Ein Häscher hakt sich jedoch bei Wunschwitz unter, entfernt ihn vom Rest der Fünfer-Gruppe, eröffnet ihm, dass er wegen Majestätsbeleidigung hingerichtet werden solle und inhaftiert ihn. Am nächsten Tag lässt Promnitz dem zurückkehrenden Stadtrat die Stadtschlüssel überreichen. Promnitz ist mit der Wiederherstellung von Recht und Ordnung zufrieden, und „der nüchterne Verstand diktiere, über sämtliche zurückliegende Taten der hier Versammelten der Schleier des Vergessens zu breiten.“ Während Promnitz den Abzug seiner Häscher und die Beendigung des Ausnahmezustands verkündet, „kleben die Häscher des Statthalters an die Hauswände irgendeine Bekanntmachung“, in der von der Hinrichtung des durch ein Standgericht zur Enthauptung verurteilten Jacob Wunschwitz‘ die Rede ist, dessen Kopf vor dem Crossener Tor aufgepflanzt wird, während der restliche Körper vor seinem Haus „in einem Lehnstuhl saß, eingehüllt in Jacob Wunschwitzens Mantel.“

## Textanalyse
Bei Die wahre Geschichte des Jacob Wunschwitz handelt es sich um einen auktorial erzählten, mit Autorenplural durchsetzten Roman. Orte der Handlung sind Guben und das Umland des Markgraftums Niederlausitz sowie Meißen, Dresden und weitere Teile des Kurfürstentums Sachsen. Die erzählte Zeit der Titel-Handlung, die nur einen Teil der Handlung ausmacht, erstreckt sich vom November 1603 bis Ostern 1604, die erzählte Zeit der Neben-Handlungen einerseits bis weit in die Vergangenheit, andererseits bis weit in Zeitgeschichte und Gegenwart. Zu den Neben-Handlungen gehören beispielsweise ein umfangreicher Exkurs zur Familiengeschichte derer von Kittlitz, eine Höllen-Vision samt Streiflicht auf Kaiserhof und -familie, oder eine Abschweifung, während derer sich ein vermeintlicher Wunschwitz-Namensvetter des 20. Jahrhunderts als der gebürtige Gubener Wilhelm Pieck entpuppt. Weiterhin durchsetzt ist der Text auch mit anderen, kürzeren Anspielungen auf die Gegenwart, beispielsweise Auslassungen über das moderne Berlin-Marzahn. Immer wieder versucht Márton somit, die Titel-Handlung als bloßen Teil eines  Labyrinths von Ereignissen darzustellen, die sich vor dem Hintergrund der politischen Auseinandersetzung zwischen Kaiser Rudolf und dessen Bruder Erzherzog Matthias abspielen.

### Themen
Zufall und Notwendigkeit
Jacob Wunschwitz, „nicht ahnend, daß der zwanghafte Zufall (wenn es beliebt, der überraschende Besuch von Hans Wahl) ihn in den Mittelpunkt von Ereignissen schleudern würde, denen […] sein gemäßigter und nüchterner Gerechtigkeitssinn endgültige Konturen verleihen“, ist in dem Roman Die wahre Geschichte des Jacob Wunschwitz ein Beispiel dafür, dass unpersonifizierte Kräfte sich zu einem bestimmten Zeitpunkt personifizieren. Die „Personen, Gemeinschaften und politischen Mächte im Roman werden von Zufällen und Missverständnissen geleitet“ sowie durch banale „Irrtümer und Verleumdungen, die den Lauf der Dinge gegen jede Vernunft und Gerechtigkeit lenken“ und einem „schier die Sprache“ verschlagen: Willkür bestimmt das Zusammenspiel der Kräfte in einem Roman, an dessen Ende die Titelfigur willkürlich hingerichtet wird.
Dichtung und Wahrheit
Jeder Mensch habe seine „eigene wahre Geschichte, die Geschichten indes verzweigten sich und mündeten in weitere Geschichten“, schreibt Márton in dem Roman, und an anderer Stelle: „Zweck unserer Arbeit ist nichts anderes als die Geschichte selbst, wenn man so will, die Erzählbarkeit der wahren Geschichte eines Menschen. Nur daß die wahre Geschichte eines Menschen in Wirklichkeit die wahre Geschichte einer unzählbaren Menge von Menschen und Dingen ist; daran können keinerlei Konstruktion, Auswahl oder Anordnung etwas ändern.“ Durch die zahlreichen, teilweise nur lose angeknüpften, teilweise gar nichts zum Fortgang der Handlung beitragenden Nebenhandlungen wird der Roman zu einem  Text mit einer netzförmigen Struktur: Die Verzweigungen machen den Roman somit zu einem Exempel der „Unmöglichkeit, ein konsistentes narratives Schema zu schaffen.“ Márton nennt die verschiedenen Verzweigungen „Ereignissplitter“, die „miteinander verschmelzen“. Christoph Schmitz kommentierte das Ergebnis in einem Deutschlandfunk-Beitrag so: „Alle nur denkbaren Einflüsse werden benannt, von den Wetterbedingungen, falschen und verfälschten Informationen, über Aberglauben, ökonomische und politische Interessen bis hin zu den großen historischen Zusammenhängen am Vorabend des 30jährigen Krieges. Aber je mehr analysiert und erklärt wird, um so mehr verliert man sich in einem Gespinst von Fäden, die niemand in der Hand zu halten scheint. Nicht einmal der Erzähler, auch wenn er Gegenteiliges vorgaukelt.“

### Hauptfiguren
- Jacob Wunschwitz: Er ist siebenunddreißig Jahre alt, hat eine Frau und drei Kinder, „deren kleinstes erst fünf Jahre alt war“,[81] und in Meißen eine Werkstatt.[18] „Er stand in dem Ruf eines nüchtern denkenden, wahrheitsliebenden und verständigen Mannes. Gemessen an seiner gesellschaftlichen Stellung war er auch ziemlich gebildet“.[18] Eigentlich möchte Wunschwitz still und zurückgezogen[18] leben, wird durch seine Charaktereigenschaften und Zufälle aber immer tiefer in die Gubener Vorfälle verwickelt, bis er „nicht nur der Heimtücke und der Machtübergriffe des Rates der Stadt, sondern auch der Gewalttätigkeiten und der Heuchelei seiner Mitbürger überdrüssig“ ist.[82] Er ist ein gebürtiger Gubener, jedoch „vor fast zwanzig Jahren“ abgewandert,[83] sozial nicht mehr vernetzt und daher am Ende der perfekte Sündenbock.
- Cosman Damian Happenrodt von Wenzelsberg: Er ist einer von drei stellvertretenden Bürgermeistern[3] und in dem Roman der lokale Haupt-Gegenspieler der rebellischen Gubener. Er gibt sich als „ein erhaben denkender, ruhiger und gerechter Mensch“,[84] der durch geschickte Schachzüge den Gegner ausmanövrieren will.
- Anselm von Promnitz: Der Freiherr, Landvogt sowie kaiserliche Statthalter ist 53 Jahre alt und seit vier oder fünf Jahren verwitwet.[85] „Als Kind hielt er sich am Wiener Hof als Page auf, einige Jahre später studierte er in Padua Jurisprudenz und Theologie, dann kämpfte er tapfer gegen die Türken.“[86] Wie andere Entscheidungsträger höherer staatlicher Ebenen hält der heftige Trinker und begeisterte Jäger[87] subsidiares Handeln für subversiv und fühlt sich dadurch in seinem Amtsdünkel gekränkt. Weitere Charaktermerkmale des Freiherrn sind „erbarmungsloser Hexenglauben […], Argwohn und Gier“.[78]

## Deutschsprachige Textausgaben (Auswahl)
- Die wahre Geschichte des Jacob Wunschwitz. Roman. Deutscher Taschenbuch-Verlag, München 2002. ISBN 3-423-12984-0.
- Die wahre Geschichte des Jacob Wunschwitz. Roman. Zsolnay, Wien 1999. ISBN 3-552-04933-9.